# Důl Zwierzina VII
Důl Zwierzina VII (Důl Strojní, německy Maschienen Schacht) byl černouhelným dolem v Polské (Slezské) Ostravě a patřil měšťanskému těžíři Josefu Zwierzinovi (1775 – 1858).

## Historie
Josef Zwierzina  využil volných míst mezi kutacími poli hraběte Wilczka a hraběte Salma a zahájil v roce 1838 kutací práce v budoucím dobývacím poli v Polské (Slezské) Ostravě. 4. prosince 1839 mu byly, na základě kladných výsledků kuteb, propůjčeny první dvě důlní míry. Značný počet kutacích děl, vyhloubených v zájmovém prostoru, které byly polohově rozptýleny na daném území, se staly základem sporu mezi hrabětem Wilczkem a J. Zwierzinou. Spory se vedly dlouhou dobu a byly vyřešeny až za Johanna hraběte Wilczka (1837 – 1922). Na základě intervence kutnohorského c. k. distriktního horního soudu 24. ledna 1848 byl spor vyřešen demarkační a deliminační smlouvou, ve které kromě vymezení hranic byla dohodnuta i vzájemná výměna důlních jam, propůjček a důlních práv.
Josef Zwierzina zahájil kutné práce na základě kutného povolení z 5. ledna 1839.  Vlastní důl byl založen v roce 1847. Kutná jáma  VII byla přebudována v roce 1847 na jámu těžní víceúčelovou. Kutací práce probíhaly od roku 1838 až do roku 1856.
V roce 1863  po překonání 42 m pokryvu byla jáma zahloubena do sloje Mohutný.
V roce 1877 jáma VII prošla první modernizací a rekonstrukcí. 
Po smrti Josefa Zwierziny v roce 1858 přešlo důlní pole do vlastnictví jeho dědiců, kteří v roce 1878 založili těžířstvo pod názvem Zwierzinovo kamenouhelné těžířstvo ve Slezské Ostravě 
Na přelomu 19. a 20. století byla těžba ukončena.

### Stroje a strojní vybavení dolu
Na jámě VII byl v roce 1863 instalován jednoválcový parní stroj se setrvačníkem a předlohou o výkonu 35 HP, vyrobený ve Vítkovických železárnách. Hřídel lanových bubnů těžního stroje byl spojen s vodní pumpou, pokud byly lanové bubny v pohybu tak současně čerpadlo čerpalo důlní vodu.
Jáma Zwierzina VII byla zároveň i jámou výdušnou. Jáma byla svislou přepážkou rozdělena na část těžní a část větrní. Podzemními překopy byly doly J. Zwierziny propojeny a vytvořen systém větrání. Jámou č. II a těžním oddělením jámy č. VII byly nasávány úvodní větry a jámou Františka a větrním oddělením jámy VII výdušné větry vyvedeny nahoru. Přirozené větrání (tah výdušných větrů) bylo podporováno větrnou pecí umístěnou v jámě. V roce 1864 byla tato pec příčinou požáru těžní budovy.
S ostatními doly J. Zwierziny měla i společné odvodnění. Čerpací stanice byla na jámě č. II.
V roce 1877 byl  instalován ventilátor soustavy Rittinger s oběžným kolem o průměru 1 m. Ventilátor zabezpečil odsávání stejného množství větrů jak v letním tak i v zimním období. Ventilátor poháněl jednoválcový stojatý parní stroj se setrvačníkem o výkonu 8 HP.
V roce 1861 byly Zwierzinovy doly napojeny na Báňskou dráhu.

### Těžba
V roce 1863 jáma procházela po 42 m nadložím do uhlonosného karbonu, v 95 m prošla slojí Mohutný a v hloubce 115,7 m (1. patro) otevírala sloj Juno, později byla prohloubena na konečnou hloubku 127,8 m až do sloje Uránie.  Jámový stvol byl ve výdřevě obdélníkového průřezu. Těžily se sloje jakloveckých vrstev ostravského souvrství. Dobývalo se stěnováním s částečnou zakládkou a piliřováním na zával. Protože jáma byla neefektivní, byla na ní kolem roku 1900 ukončena těžba, provoz zastaven a jáma zlikvidována. V letech 1956 – 1960 byly z dolu Michálka dobývány ochranné pilíře jámy VII  jakloveckých slojí č. 9, 10, 11, a 12.

### Údaje o dolu
dle
| Název         | Druh jámy           | Založení | Hloubka jámy [m] | Těžba       | Vytěženo                | Likvidace | Dobývací pole [ha] | Poznámka        |
| ------------- | ------------------- | -------- | ---------------- | ----------- | ----------------------- | --------- | ------------------ | --------------- |
| Zwierzina VII | kutací, víceúčelová | 1839     | 127,8            | 1858 – 1900 | nevykazována samostatně | po 1900   | 10                 | 1 jáma, 2 patra |